# 伊江朝助

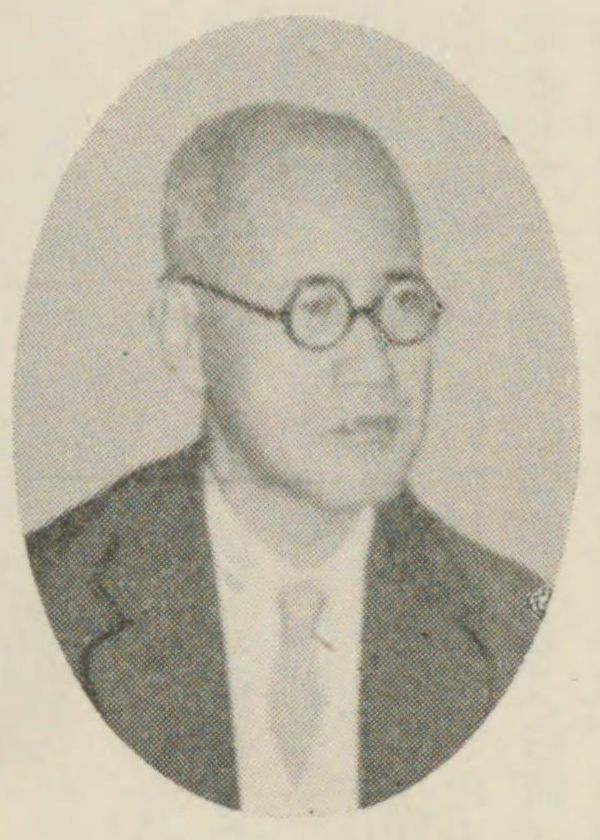
伊江朝助

伊江 朝助（いえ ちょうじょ、1881年（明治14年）10月10日 - 1957年（昭和32年）11月26日）は、沖縄県出身の実業家、政治家、華族。貴族院男爵議員、向氏伊江家十四世。号・馬巖。

## 経歴
首里当蔵村（現那覇市首里当蔵町）で、伊江家十三世・伊江朝真の長男として生まれる。父が尚侯爵家御用係兼家扶となり首里小学校卒業後に上京。私立順天中学校、早稲田大学高等予科を経て、1907年（明治40年）7月、同大学部政治科を卒業した。1908年（明治41年）12月、一年志願兵として歩兵第48連隊に入隊し、1909年（明治42年）12月に満期除隊。
帰郷後、1911年（明治44年）5月、沖縄電気軌道会社常任監査役に就任。1913年（大正2年）3月に同社を辞任し、翌月、首里区会議員、沖縄県会議員に当選。1914年（大正3年）9月、沖縄銀行取締役に就任。翌月、仲里朝敦らと沖縄民報社を設立して社長に就任し、1916年（大正5年）6月まで在任。この新聞の創設や銀行の経営問題などから尚順と対立するようになった。1916年11月、沖縄県会議長に就任し、1918年（大正7年）1月まで在任。1919年（大正8年）沖縄民報が廃刊となり多額の借金を抱え、1921年（大正10年）沖縄銀行により家、屋敷が差し押さえられた。同年2月、父が死去し、同年3月30日に男爵を襲爵。その後、全ての職を辞して上京した。
1925年（大正14年）3月14日、貴族院男爵議員の補欠選挙で当選し、公正会に所属し1947年（昭和22年）5月2日の貴族院廃止まで在任した。この間、土木会議議員を務めた。1940年（昭和15年）11月、沖縄新報社長に就任。
戦後は東京に居住し、沖縄協会会長、沖縄財団理事長、沖縄土地問題解決促進委員長、南方同胞援護会理事などを務め、沖縄の戦後復興に尽くした。

## 親族
- 妻 伊江房子（尚寅長女）[4]
- 養子・甥 伊江朝雄（運輸官僚・参議院議員）[4]